# Елізабет Бернгольц
Елізабет Бернгольц (уроджена Воллінг), нар. 1981 року в Кентербері, Англія, більш відома під псевдонімом Gazelle Twin, є композитором електронної музики, продюсером і музикантом, який зараз проживає в Лестерширі, Англія.

## Життя і кар'єра
Елізабет Бернхольц вивчала музику в Університеті Сассекса, який закінчила в 2006 році.Вона задумала проект Gazelle Twin, коли спостерігала за виступом Fever Ray на фестивалі Loop у 2009 році. Бернхольц зазначив, що «шоу [Fever Ray] нагадало мені, наскільки сильним і звільняючим є костюм, і я зацікавився силою маскування».
Дебютний альбом «The Entire City» був випущений у липні 2011 року і отримав схвальні відгуки критиків . Альбом включає три її раніше записані сингли «Changelings» (2010), «I Am Shell I Am Bone» і «Men Like Gods» (2011). Бернгольц назвала його своїм «пейзажним альбомом».

## Інтернет-ресурси
- Офіційний сайт